# 夏洛特公園 (佛羅里達州)
夏洛特公園（英語：Charlotte Park）是位於美國佛羅里達州夏洛特縣的一個人口普查指定地區。

## 地理
夏洛特公園的座標為26°54′16″N 82°02′46″W / 26.90444°N 82.04611°W，而該地最高點為海拔高度1米（即3英尺）。

## 人口
根據2010年美國人口普查的數據，夏洛特公園的面積為3.40平方千米，當中陸地面積為2.70平方千米，而水域面積為0.70平方千米。當地共有人口2325人，而人口密度為每平方千米683人。